# Polimery winylowe
Polimery winylowe – polimery otrzymywane w wyniku polimeryzacji monomerów winylowych, zawierających podwójne wiązania C=C. Ich łańcuchy główne składają się z atomów węgla powiązanych pojedynczymi wiązaniami: −C−C−C−.
Polimery winylowe to najszersza gałąź polimerów syntetycznych. Należą do nich:
- poliolefiny typu (−CH
2−CHR−)n, czyli polimery powstałe z olefin, zawierające jako grupę boczną R prostą grupę alkilową lub atom wodoru
- polifluoroolefiny – czyli polimery zawierające oprócz atomów węgla i wodoru także atomy fluoru – ich najbardziej znanym przedstawicielem jest teflon
- polichloroolefiny – czyli polimery zawierające oprócz atomów węgla i wodoru także atomy chloru, których najbardziej znanym przedstawicielem jest poli(chlorek winylu)
- poliakrylany, polimetakrylany, polioctany winylowe – czyli polimery zawierające grupy karboksylowe i estrowe.
- polimery z innycmi grupami funkcyjnymi, takie jak: polistyren (R = C
6H
5), poliakrylonitryl (R = C≡N), poli(alkohol winylowy) (R = OH), poli(acetale winylowe) i inne.